# Cambridge United F.C.
Cambridge United F.C. er et engelsk fodboldhold der spiller i League Two – den fjerde bedste række i England. Klubben blev grundlagt i 1912 som Abbey United, og spiller i orange og sorte trøjer og sorte bukser.

## Ron Atkinson
Klubben rykkede fra non-league-status op i det der dengang hed 4. division i 1973/74 sæsonen, og i 1974 overtog Ron Atkinson managerjobbet. Herefter fulgte den ene af klubbens to for alvor succesfulde perioder. United vandt 4. division med Atkinson ved roret i 1977, blev nummer to i 3. division (og rykkede igen op) i 1978, og sluttede i midten af 2. division i 1979. Herefter rykkede Atkinson til West Bromwich Albion, hvorefter klubben igen røg ned gennem rækkerne.

## John Beck
Klubbens anden, og til dato mest, succesfulde periode startede i 1989 med manager John Beck ved roret. Beck var en kontroversiel manager, bl.a. fordi han indførte en streng kick-and-rush spillestil, kolde afvaskninger før hver udekamp, og skilte med "quality" i hvert hjørne af banen, som spillerne skulle sigte imod, for at spillet skulle forgå på fløjene, og derefter med indlæg fra hjørnerne. Beck havde dog stor succes som manager for klubben. Klubben vandt den første play-off finale spillet på Wembley nogensinde i 1990, og rykkede op i 3. division, som blev vundet sæsonen efter. Sæsonen efter førte United 2. division i juleperioden, efter at have slået Ipswich 2-1 på udebane. United kunne dog ikke holde denne placering sæsonen ud, og måtte tage til takke med en femteplads, som dog gav adgang til at spille play-off om at rykke op i den nye Premier League. Denne blev dog tabt til Leicester, hvorefter klubben allerede i 1993 rykkede ned igen,. Dette blev starten på en ny rutsjetur ned igennem rækkerne, fra hvilket klubben aldrig er kommet sig.

## FA-Cuppen
Under manager John Beck nåede United FA Cuppens kvartfinaler to gange, men tabte til henholdsvis Crystal Palace og Arsenal, sidstnævnte med 2-1 på Highbury,og undervejs blev bl.a. daværende førstedivisionshold (der dengang var den bedste engelske række), Sheffield Wednesday, slået med hele 5-0.

## Dion Dublin
Dion Dublin er nok den mest prominente spiller i klubbens historie. Han kom fra Norwich City på en free transfer, uden at have spillet nogle førsteholdskampe for dem. Han endte med at spille 156 kampe for United og score 52 mål, blandt andet et væld af vigtige mål såsom det enlige mål i playoff-finalen i 1990 der skaffede United oprykning til 3. division, og målet på Highbury mod Arsenal i FA Cuppen. Dublin blev solgt til Manchester United (som han havde scoret mod i liga-cuppen i 91/92-sæsonen) for 1 million pund, dengang et anseligt beløb. Han brækkede dog benet efter kun at have spillet 12 kampe for klubben, og blev afløst af Eric Cantona. Dublin blev solgt til Coventry, hvor han bl.a. blev topscorer i Premier League i 1998 sammen med Michael Owen og Chris Sutton. Han spillede sidenhen i Aston Villa, med megen succes, og i Leicester, Celtic og Norwich med gradvis mindre succes. Dublin nåede 4 kampe for det engelske landshold.

## Spillere
Oversigten er opdateret til og med 15. juni 2022.
| Nr. | Land       | Position | Spiller           |
| --- | ---------- | -------- | ----------------- |
|     | Bulgarien  | MM       | Dimitar Mitov     |
| 2   | England    | FO       | George Williams   |
| 3   | Australien | FO       | Jack Iredale      |
| 4   | England    | MI       | Paul Digby        |
| 5   | England    | FO       | Greg Taylor       |
| 6   | England    | FO       | Lloyd Jones       |
| 7   | England    | MI       | James Brophy      |
| 8   | England    | FO       | Liam O'Neil       |
| 9   | England    | AN       | Joe Ironside      |
| 10  | England    | AN       | Sam Smith         |
| 11  | England    | FO       | Harrison Dunk     |
| 13  | Guyana     | MM       | Kai McKenzie-Lyle |

| Nr. | Land    | Position | Spiller         |
| --- | ------- | -------- | --------------- |
| 14  | Irland  | MI       | Wesley Hoolahan |
| 15  | England | FO       | Jubril Okedina  |
| 18  | England | MI       | Shilow Tracey   |
| 19  | England | MI       | Adam May        |
| 23  | England | AN       | Jack Lankester  |
| 25  | England | MM       | Will Mannion    |
| 26  | England | AN       | Harvey Knibbs   |
| 27  | England | MI       | Ben Worman      |
| 28  | England | FO       | Liam Bennett    |
| 29  | England | FO       | Tom Dickens     |
| 30  | England | MI       | Kai Yearn       |
| 33  | England | FO       | Lewis Simper    |